# Captain America: Brave New World (soundtrack)
Captain America: Brave New World (Original Motion Picture Soundtrack) is de originele soundtrack voor de Marvel Studios-film Captain America: Brave New World, gecomponeerd door Laura Karpman. Het album werd digitaal uitgebracht op 12 februari 2025 door Hollywood Records.
Karpman werd in augustus 2024 aangekondigd als componiste voor de film. Karpman componeerde eerder de muziek voor de Marvel Studios televisieserie What If...? (2021–2024) en Ms. Marvel (2022), en de film The Marvels (2023).

## Tracklijst
Alle muziek is geschreven door Laura Karpman.
| 1.                 | Captain America: Brave New World Main Title | 3:44 |
| 2.                 | Brave New World                             | 2:50 |
| 3.                 | President Ross                              | 1:46 |
| 4.                 | Courtyard                                   | 0:43 |
| 5.                 | Hostages Saved                              | 2:18 |
| 6.                 | Aftermath                                   | 2:35 |
| 7.                 | Discovery of the Millennium                 | 2:44 |
| 8.                 | White House Confusion                       | 3:03 |
| 9.                 | Mystery Unfolds                             | 1:39 |
| 10.                | Sidewinder                                  | 1:30 |
| 11.                | Junkyard                                    | 1:53 |
| 12.                | No Phones                                   | 2:06 |
| 13.                | Camp Echo One                               | 1:57 |
| 14.                | Samuel Sterns                               | 4:38 |
| 15.                | Camp Echo One Fight                         | 1:14 |
| 16.                | Corridor Fight                              | 0:57 |
| 17.                | Make the Call                               | 1:37 |
| 18.                | The Island                                  | 2:09 |
| 19.                | Heart Talk                                  | 3:27 |
| 20.                | Birds in the Air                            | 1:45 |
| 21.                | Fire                                        | 2:06 |
| 22.                | One Down                                    | 0:56 |
| 23.                | Still Chasing                               | 4:15 |
| 24.                | Fleet Saved                                 | 0:57 |
| 25.                | Aspire                                      | 2:22 |
| 26.                | All Is Not Well                             | 1:40 |
| 27.                | Betty and Ross                              | 1:42 |
| 28.                | Confrontation                               | 2:48 |
| 29.                | Transformation                              | 3:24 |
| 30.                | Lure                                        | 3:47 |
| 31.                | Prove It                                    | 2:49 |
| 32.                | That's Three                                | 1:24 |
| 33.                | Another Visitor                             | 2:46 |
| 34.                | Sam and Joaquin                             | 2:46 |
| 35.                | Conspiracy Theme                            | 2:53 |
| Totale duur: 81:10 |                                             |      |